# Heteronemertea
Heteronemertea (лат.) — отряд невооружённых немертин (Anopla), насчитывающий около 450 видов; в их числе самые крупные и массивные виды этого типа (например, Lineus longissimus). Наиболее известен род Lineus. Подавляющее большинство видов обитает в морях, но также известны солоноватоводные (например, Hinumanemertes kikuchii) и пресноводные (например, Apatronemertes albimaculosa) виды. Известно два симбиотических вида, ассоциированных с двустворчатами моллюсками (Uchidana parasita) и эхиуридами (Nemertoscolex parasiticus).

## Морфология
Кожно-мускульный мешок Heteronemertea содержит 3 основных слоя мышц: наружный продольный, средний кольцевой и внутренний продольный. Боковые нервные стволы и мозг лежат вне кольцевой мускулатуры, как у Palaeonemertea, однако всегда отделены от эпидермиса хорошо развитым слоем наружной продольной мускулатуры. Под покровным эпителием располагается особый слой - кутис, состоящий из соединительной ткани, субэпителиальных желез и мышечных волокон. Церебральные органы открываются в боковые головные щели (реже - в ямковидные углубления), которые могут быть продольными, косыми или поперечными. У некоторых представителей  (Gorgonorhynchus, Dendrorhynchus и другие) хобот разветвленный. В кровеносной системе имеется дорсо-медиальный сосуд. У многих представителей на заднем конце тела имеется "хвостик" (каудальный циррус), функция которого неясна (существует предположение, что он служит для прикрепления ювенильных особей к субстрату) (Чернышев, 2011).

## Развитие
Типичная личинка гетеронемертин - пилидий. Известно несколько типов пилидиев, которым принято давать бинарные латинские названия: pilidium magnum, pilidium pyramidale, pilidium gyrans, pilidium recurvatum, pilidium brachiatum, pilidium prorecurvatum и другие. У Lineus viridis и Lineus ruber имеется особая Дезоровская личинка, развивающаяся внутри кладок. Для ряда немертин описана так называемая Иватовская личинка. Известны трохофорообразные личинки.    

## Семейства
Общепринятой системы отряда не существует.  В настоящее время разные авторы выделяют следующие семейства:
- Cerebratulidae
- Gorgonorhynchidae
- Lineidae
- Mixolineidae
- Panorhynchidae
- Paralineidae
- Poliopsiidae
- Polybrachiorhynchidae
- Pussylineidae
- Riseriellidae
- Valenciniidae